# Бадъвож (приток Войвожа)
Бадъвож — река в России, протекает по Республике Коми. Устье реки находится в 30 км по левому берегу реки Войвож. Длина реки составляет 20 км.

## Этимология гидронима
От бадь — «ива», вож — «приток».

## Данные водного реестра
По данным государственного водного реестра России относится к Двинско-Печорскому бассейновому округу, водохозяйственный участок реки — Печора от водомерного поста у посёлка Шердино до впадения реки Уса, речной подбассейн реки — бассейны притоков Печоры до впадения Усы. Речной бассейн реки — Печора.
Код объекта в государственном водном реестре — 03050100212103000061982.